# Hoffenheimer Klinge
Das Natur- und Landschaftsschutzgebiet Hoffenheimer Klinge liegt auf dem Gebiet der Stadt Sinsheim im Rhein-Neckar-Kreis in Baden-Württemberg.

## Lage und Beschreibung
Das Schutzgebiet Hoffenheimer Klinge liegt zwischen Sinsheim und dem Stadtteil Hoffenheim am Klingengraben. Es gehört naturräumlich zum Kraichgau.
Das Gebiet ist eingebettet in das Landschaftsschutzgebiet Unteres und Mittleres Elsenztal.
Das Naturschutzgebiet besteht dabei aus drei, das Landschaftsschutzgebiet aus vier Teilgebieten, die durch Gebietsteile der jeweils anderen Kategorie miteinander verbunden sind.
Das Naturschutzgebiet umfasst hauptsächlich die steilen Talhänge des tief in den unteren Keuper und den oberen Muschelkalk  eingeschnittenen Kerbtals des Klingenbachs, die überwiegend bewaldet sind, sowie zwei aufgelassene Steinbrüche im Süden des Gebiets. Das Landschaftsgebiet umfasst die umgebende Kulturlandschaft mit Äckern, Wiesen, Streuobstbeständen und Sonderkulturen.

## Schutzzweck
Wesentlicher Schutzzweck des Naturschutzgebietes ist laut Schutzgebietsverordnung „die Erhaltung und Förderung
1. des von der Elsenz geschaffenen Prallhanges sowie der Klinge mit ihren charakteristischen morphologischen und geologischen Erscheinungsformen;
2. unterschiedlich strukturierter Gehölzbestände;
3. extensiv genutzter landwirtschaftlicher Flächen;
4. eines durch Abbau entstandenen Sekundärbiotops mit den unterschiedlichen, bis zum Wald reichenden Sukzessionsflächen;
5. eines Hohlweg- und Böschungssystems als kulturhistorische geologische Erscheinungsform mit einem Mosaik aus halbtrockenen und frischen Standorten;
6. der an die vielfältigen Standorte und Nutzungen angepaßten Pflanzen- und Tierarten.“[1]

Wesentlicher Schutzzweck des Landschaftsschutzgebietes ist laut Schutzgebietsverordnung „ist die Erhaltung und Förderung
1. eines erweiterten Lebens- und Rückzugsraumes in der Feldflur und in wertvollen Sekundärbiotopen für die im Naturschutzgebiet vorkommende Pflanzen- und Tierwelt;
2. eines Puffers zu dem Naturschutzgebiet;
3. von Vernetzungselementen zwischen den Teilen des Naturschutzgebietes.“[1]